# Kyritz
Kyritz är en stad i Tyskland, belägen i Landkreis Ostprignitz-Ruppin i förbundslandet Brandenburg, omkring 85 km nordväst om Berlin.

## Geografi
Kyritz ligger i landskapet Prignitz, i gränsområdet mellan den mer höglänta Kyritzplattan och floden Dosses floddal. Kyritz kallades tidigare i folkmun för Kyritz an der Knatter, syftande på ljudet från stadens många vattenkvarnar vid en sidoarm av ån Jäglitz. Flertalet är numer rivna.

## Historia
Orten omnämns första gången i skrift år 946 och fick stadsrättigheter år 1237. Under 1300-talet blev staden medlem av Hansan och under denna tid uppfördes även stadens Mariakyrka och stadsmuren.
Under 1600-talet och 1700-talet uppfördes många av de korsvirkeshus som idag präglar de äldsta delarna av stadskärnan.
Staden var under fransk ockupation 1806-1814. Mellan 1817 och 1952 var staden huvudort i Kreis Ostprignitz i Preussen och Tyskland. Från 1952 var den huvudort i Kreis Kyritz i Bezirk Potsdam i DDR. Efter Tysklands återförening uppgick Kyritz i Landkreis Ostprignitz-Ruppin, med Neuruppin som huvudort.

## Befolkning
| År   | Invånare |
| ---- | -------- |
| 1875 | 7 639    |
| 1890 | 7 911    |
| 1910 | 7 960    |
| 1925 | 8 656    |
| 1933 | 8 820    |
| 1939 | 8 839    |
| 1946 | 13 437   |
| 1950 | 13 575   |
| 1964 | 11 653   |
| 1971 | 12 477   |

| År   | Invånare |
| ---- | -------- |
| 1981 | 12 076   |
| 1985 | 12 085   |
| 1989 | 11 885   |
| 1990 | 11 727   |
| 1991 | 11 477   |
| 1992 | 11 421   |
| 1993 | 11 612   |
| 1994 | 11 537   |
| 1995 | 11 442   |
| 1996 | 11 473   |

| År   | Invånare |
| ---- | -------- |
| 1997 | 11 407   |
| 1998 | 11 118   |
| 1999 | 11 077   |
| 2000 | 10 847   |
| 2001 | 10 721   |
| 2002 | 10 579   |
| 2003 | 10 427   |
| 2004 | 10 259   |
| 2005 | 10 158   |
| 2006 | 10 018   |

| År   | Invånare |
| ---- | -------- |
| 2007 | 9 901    |
| 2008 | 9 793    |
| 2009 | 9 681    |
| 2010 | 9 537    |
| 2011 | 9 303    |
| 2012 | 9 236    |
| 2013 | 9 152    |
| 2014 | 9 140    |
| 2015 | 9 100    |
| 2016 | 9 192    |

| År   | Invånare |
| ---- | -------- |
| 2017 | 9 375    |
| 2018 | 9 303    |
| 2019 | 9 260    |
| 2020 | 9 281    |

Detaljerade källor anges i Wikimedia Commons..

## Kommunikationer
Staden ligger vid Bundesstrasse 5 och utgör även den sydliga ändpunkten för Bundesstrasse 103. Staden har även en järnvägsstation på linjen Meyenburg - Neustadt (Dosse), som trafikeras av regionaltåg.

## Vänorter
- Svalöv, Sverige.
- Wałcz, Polen.
- Werne, Tyskland.

## Kända personer från Kyritz
- Christine Beier (född 1983), handbollsspelare.
- Julius Berends (1817-1891), politiker och publicist.
- Björn Brunnemann (född 1980), fotbollsspelare.
- Carl Diercke (1842-1913), kartograf.
- Christian Hefenbrock (född 1985), speedwayförare.
- René Rensch (född 1969), roddare, silvermedaljör i sommar-OS 1988 för DDR.